# İvriz, Halkapınar
İvriz là một xã thuộc huyện Halkapınar, tỉnh Konya, Thổ Nhĩ Kỳ. Dân số thời điểm năm 2011 là 211 người.